# Нижний пищеводный сфинктер

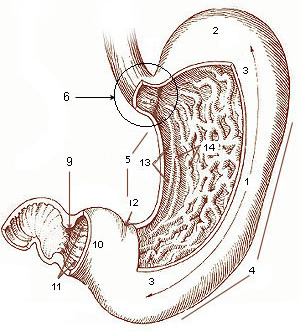
1. Тело желудка. 2. Дно желудка. 3. Передняя стенка желудка. 4. Большая кривизна. 5. Малая кривизна. 6. Место локализации нижнего пищеводного сфинктера (кардия). 9. Пилорический сфинктер. 10. Антрум. 11. Пилорический канал. 12. Угловая вырезка. 13. Складки слизистой оболочки

Ни́жний пищево́дный сфи́нктер (лат. ostium cardiacum; синонимы: кардиа́льный сфи́нктер, гастроэзофагеа́льный сфи́нктер) — сфинктер, разделяющий пищевод и желудок.

## Вопросы классификации
В некоторых классификациях нижний пищеводный сфинктер (НПС) включается в состав пищевода, в других считается частью желудка. По современным представлениям НПС в анатомическом отношении не является классическим сфинктером и можно говорить только об обнаруживаемой на протяжении нижних 4—6 (в некоторых случаях до 8) см пищевода анатомической структуре, состоящей из относительно слабых продольных, циркулярных и спиральных мышечных волокон. В то же время функционально НПС является полноценным сфинктером. НПС располагается в так называемом гастроэзофагеальном переходе, кардии, участке желудочно-кишечного тракта, где эпителий пищевода сменяется эпителиальными клетками желудка.

## Функции нижнего пищеводного сфинктера
Нижний пищеводный сфинктер (НПС), согласно Р.Д. Синельникову, представляет собой совокупность складок пищевода и не обладает жесткой замыкающей функцией и обеспечивает, с одной стороны, пропуск пищи из пищевода в желудок, с другой — выполняет запирающую функцию в отношении попадания агрессивного содержимого желудка в пищевод. Давление внутри желудка выше, чем в пищеводе, поэтому важно, чтобы в момент раскрытия НПС содержимое желудка не выталкивалось в пищевод. Когда релаксационная волна достигает конечной части пищевода, НПС расслабляется и перистальтическая волна проводит через него пищевой комок (болюс) в желудок. При наполнении желудка тонус кардии повышается, что предотвращает забрасывание содержимого желудка в пищевод. Парасимпатические волокна блуждающего нерва стимулируют перистальтику пищевода и расслабляют кардию, симпатические волокна тормозят моторику пищевода и повышают тонус кардии. Одностороннему движению пищи способствует острый угол впадения пищевода в желудок (угол Гиса). Острота угла увеличивается при наполнении желудка. Клапанную функцию выполняет губовидная складка слизистой оболочки в месте перехода пищевода в желудок, сокращения косых мышечных волокон желудка и диафрагмально-пищеводная связка.

## Заболевания, вызываемые неэффективной работой НПС
Недостаточная эффективность работы НПС как клапана является причиной различных заболеваний пищевода. Наиболее часто встречаются следующие.
- Кардиоспазм. При этом заболевании происходит нераскрытие (недостаточное раскрытие) НПС, в результате чего пища периодически застаивается в пищеводе, не проникая в желудок.
- Гастроэзофагеальная рефлюксная болезнь (ГЭРБ), эзофагит — воспаление слизистой оболочки пищевода вследствие воздействия на неё соляной кислоты, пепсинов, жёлчи и других компонентов желудочного сока, ретроградно попадающих в пищевод вследствие гастроэзофагеальных рефлюксов через плохо работающий НПС.
- Пищевод Барретта — патологическое изменение эпителия слизистой оболочки пищевода, вызванное хроническим кислотным его повреждением, когда вместо плоского многослойного обнаруживается нехарактерный для нормы цилиндрический. Считается предраковым состоянием пищевода.

## Диагностика состояния нижнего пищеводного сфинктера и лечение
Основные методы исследования функционирования НПС — рентгенография, суточная pH-метрия, манометрия и импедансометрия. Манометрия занимает особое место, поскольку позволяет получить весьма важную информацию о состоянии мускулатуры пищевода и НПС, в частности, и особенно важна перед выполнением антирефлюксных хирургических операций.
В зависимости от диагноза и стадии заболевания, назначают или изменение образа жизни (см. рекомендации в статье о ГЭРБ или о других рефлюксных заболеваниях), медикаментозную терапию или выполняют операцию фундопликации (от лат. fundus ventriculi дно желудка, plica складка), заключающуюся в том, что дно желудка подшивается к диафрагме вокруг пищеводного отверстия с фиксацией его малой кривизны к брюшной стенке для восстановления острого угла между дном желудка и брюшной частью пищевода.